# Oldřich Fejfar
Oldřich Fejfar (8. ledna 1931 Praha – 4. října 2023) byl český paleontolog, vysokoškolský učitel a popularizátor paleontologie, který se ve své práci zaměřoval především na paleontologii vyšších obratlovců, zejména pak savců.

## Životopis
Po absolvování klasického gymnázia v letech 1941–1949 vystudoval na Přírodovědecké fakultě Univerzity Karlovy obor geologie a paleontologie (1949–1954) u profesorů Josefa Augusty a Zdeňka Špinara. Následně nastoupil do Ústředního ústavu geologického (1954–1991). Během této doby absolvoval v rámci Humboldtova stipendia postgraduální pobyt v Ústavu pro paleontologii a historickou geologii Univerzity v Mnichově (1969–1971). V roce 1976 absolvoval stáž v Carnegie Museu v Pittsburghu. Od roku 1991 působil v Ústavu geologie a paleontologie Přírodovědecké fakulty Univerzity Karlovy v Praze. Roku 1992 byl ustanoven řádným profesorem a roku 1996 byl jmenován emeritním profesorem.
V rámci své práce se účastnil řady paleontologických expedic po celém světě: Kuba (1966), USA (1976, 1992), Libye (1983, 2000), Ekvádor (1985), Mongolsko a Čína (1996), Německo (1997–2005); a dlouhodobých stáží na univerzitách a muzeích v Basileji, Barceloně, Berlíně, Budapešti, Florencii, Chicagu, Krakově, Madridu, Mnichově, New Yorku, Paříži, Pekingu, Pittsburghu, Stuttgartu a ve Vídni.

## Vědecké ceny
Stříbrná medaile Univerzity Karlovy (1995) udělená za zásluhy o navázání mezinárodních vztahů v oboru paleontologie; dopisující člen Přírodovědecké společnosti při Senckenberském muzeu ve Frankfurtu nad Mohanem (1996), Dopisující člen Senckenberské společnosti a muzea ve Frankfurtu n.M., Čestný člen Paleontologické společnosti (Berlín), Čestný člen Společnosti paleontologie obratlovců (USA).
V roce 2005 získal zvláštní ocenění časopisu Živa (udílené každoročně nejlepším autorům) za sérii článků „Nové doklady o vzniku ptáků“.

## Publikační činnost
Autor knih:
- O. Fejfar: Zkamenělá minulost. Albatros, Praha 1990.
- O. Fejfar, B. Engesser: Kniha o vývoji chobotnatců a o mamutovi. Muzeum Basilej, 2000.
- O. Fejfar, P. Major: Zaniklá sláva savců. Academia, Praha 2005

## Biografie
- O. Fejfar, P. Major: Zaniklá sláva savců. Academia, Praha 2005 (záložka obálky).